# Confrontation (Stargate)
Pour les articles homonymes, voir Confrontation.
Confrontation est le double épisode Stargate Universe qui marque la moitié de la saison 2, la première partie est diffusée en novembre 2010. La suite est diffusée en mars 2011.

## Résumé

### Première partie
Durant un arrêt entre deux sauts VSL, l'équipage du Destinée capte un étrange signal pouvant provenir d'une source d'énergie. Le docteur Rush décide de s'écarter temporairement de la route programmée du Destinée. Après un passage en VSL, l'équipage arrive sur un immense cimetière de vaisseaux spatiaux, seuls restes d'une bataille spatiale de grande envergure. Rush souhaite aller voir sur l'un des vaisseaux en ruine s'il y a quoi que ce soit d'intéressant. Une navette est envoyée vers un vaisseau encore en un seul morceau. Mais c'était un piège, la simulation du Destinée reconstituant la bataille stellaire montre la présence de nombreux vaisseaux qui ont attaqué les plus gros, et ceux-ci sont intacts. L'arrivée du Destinée réveille des dizaines de drones qui flottaient autour du vaisseau. Bientôt, ils attaquent le Destinée qui ne peut pas fuir, jusqu'à l'arrivée inattendue d'un autre vaisseau...
Il s'agit de Telford qui est sain et sauf, les Aliens du vaisseau éclaireur leur demandent bientôt de les aider à arrêter ces drones avec qui ils sont en guerre, en détruisant le vaisseau mère.
Une grande bataille spatiale aura lieu à la fin de l'épisode qui se terminera sur l'image d'un immense champ de ruines spatiales...

## Distribution
- Robert Carlyle : Dr. Nicholas Rush
- Justin Louis : Everett Young
- Brian J. Smith : Matthew Scott
- Elyse Levesque : Chloe Armstrong
- David Blue : Eli Wallace
- Alaina Huffman : Tamara Johansen
- Jamil Walker Smith : Ronald Greer
- Ming-Na : Camile Wray